# Leo Reisinger (Informatiker)
Leo Reisinger (* 8. Februar 1944 in Wien; † 13. April 1985 Hohe Wand, Gutensteiner Alpen) war ein österreichischer Rechtsinformatiker und Pionier der Wirtschaftsinformatik.

## Leben und Werk
Leo Reisinger studierte nach der Matura Rechtswissenschaften und promovierte 1966 zum Doktor der Rechte. Zusätzlich schloss er das Studium der Sozial- und Wirtschaftswissenschaften 1971 ab und promovierte 1972 mit einer, später auch verlegten, Dissertation zur formalwissenschaftlichen Untersuchung des I Ging zum Doktor der Sozial- und Wirtschaftswissenschaften.
An der rechts- und staatswissenschaftlichen Fakultät der Universität Wien folgte 1973 seine Habilitation und er erhielt damit die Lehrbefugnis für das Fach „Angewandte Informatik und angewandte Statistik“. 1981 erhielt er seine zweite Habilitation für die Fächer Rechtstheorie und Rechtsinformatik an der Universität Graz.
Nach einer Assistententätigkeit am Institut für Statistik der Universität Linz wechselte Reisinger 1968 an das Institut für Statistik an der Universität Wien und wurde 1980 ordentlicher Professor für Wirtschafts- und Verwaltungsinformatik an der Universität der Bundeswehr München, an der er 1983/84 Dekan wurde. Er starb am 13. April 1985 in seinem 42. Lebensjahr bei einem Bergunfall auf der Hohen Wand.
Reisinger befasste sich bereits früh mit der Rechtsinformatik. Neben Arbeiten zur Gesetzesprognose, zu juristischen Datenbanken, zur automatisierten Normanalyse, zur automationsunterstützten Gesetzgebung, zur automatisierten Messung juristischer Begriffe, zur Formalisierung des Rechts zur Computerkriminalität und zum Datenschutz bilden seine Hauptwerke zwei Monografien: Die Rechtsinformatik 1977 und Die Betriebsinformatik 1978.
Reisingers Verdienste für die österreichische Rechtsinformatik waren Gegenstand einer Gedenkveranstaltung am LL.M.-Programm Informations- und Medienrecht am 1. Februar 2024.

## Schriften
- Das „I Ging“. Eine formalwiss. Unters. des chines. Orakels. Wien, staatswissenschaftliche Dissertation Universität Wien. 1972 (Bibliographischer Nachweis).
  - zugleich Buchhandelsausgabe: Das I Ging. eine formalwissenschaftliche Untersuchung des chinesischen Orakels. Hrsg.: Institut für Völkerkunde der Universität Wien (= Acta ethnologica et linguistica. Band 25 Series generalis Nr. 3). Editor Engelbert Stiglmayr, 1972, ZDB-ID 1131683-4 (Bibliographischer Nachweis).
- Automatisierte Normanalyse und Normanwendung. eine Untersuchung. Schweitzer, Berlin 1972, ISBN 3-8059-0272-7 (Bibliographischer Nachweis).
- Die automatisierte Messung juristischer Begriffe. eine Untersuchung. Schweitzer, Berlin 1973, ISBN 3-8059-0334-0 (Bibliographischer Nachweis).
- mit Friedrich Lachmayer: Legistische Analyse der Struktur von Gesetzen. Manz, Wien 1976, ISBN 3-214-06642-0 (Bibliographischer Nachweis).
- Rechtsphilosophie und Gesetzgebung. Überlegungen zu den Grundlagen der modernen Gesetzgebung und Gesetzesanwendung. Springer, Wien [u. a.] 1976, ISBN 3-211-81373-X (Bibliographischer Nachweis).
- Rechtsinformatik. de Gruyter, Berlin [u. a.] 1977, ISBN 3-11-004582-6 (Bibliographischer Nachweis).
- Betriebsinformatik. Betrieb als Informationssystem, System und Information, Systemplanung, Informationssysteme, Systemorganisation und Systemsicherung, Systemsimulation, Entscheidungstabellen-Technik. Manz, Wien 1978, ISBN 3-214-07000-2 (Bibliographischer Nachweis).
- Strukturwissenschaftliche Grundlagen der Rechtsinformatik. eine Einführung für Juristen, Rechtsinformatiker und Sozialwissenschafter. Leykam, Graz 1987, ISBN 3-7011-9032-1 (Bibliographischer Nachweis).